# First Class Riot
First Class Riot är en låt av det svenska indiepopbandet The Tough Alliance som utgavs på en 7-tums singel 2 maj 2007 på bandets eget skivbolag Sincerely Yours. Skivan är begränsad till 500 exemplar.[källa behövs] Låten nådde plats 16 på Trackslistan. Den har dessutom använts i filmerna Jag är bög (2008) och I rymden finns inga känslor (2010). Låten är inkluderad på gruppens tredje studioalbum A New Chance.
Marc Hogan beskrev låten på musikwebbplatsen Pitchfork som "klassiska svenska popmelodier, tjock bas, dånande elektroniska ljud och tunga slagverk som till och med Battles kan älska" och att det leder till en "enorm refräng som inte ber om ursäkt för sig". I en recension av A New Chance på Popmatters skrev Mike Mineo att "First Class Riot" var "oemotståndlig". Fredrik Virtanen i Aftonbladet listade 2007 låten på plats 4 i listan "årets mp3", och Fredrik Strage listade den år 2009 på 96:e plats i sin lista över decenniets 100 bästa låtar för Dagens Nyheter.
Låtens musikvideo är regisserad av Marcus Söderlund. I den sjunger gruppens två medlemmar medan de tittar på varandra. Dessutom syns det klipp på delfiner.
Singelns B-sida är låten Hung Up on a Dream. Det är en cover på en låt av The Zombies.

## Låtlista
1. "First Class Riot"
2. "Hung Up on a Dream"